# 水色の日々
「水色の日々」（みずいろのひび）は、SHISHAMOの8枚目のシングル。2018年3月21日にGOOD CREATORS RECORDS / UNIVERSAL SIGMAから発売された。

## 概要
- 前作「ほら、笑ってる」から約5ヶ月ぶりのシングルで、2017年12月31日の『第68回NHK紅白歌合戦』出場以来、初めてリリースされた作品。収録曲が3曲ともタイアップのついたシングルとなった。
- 購入者特典として、対象店舗ではオリジナルA6クリアファイルが付けられた[7]。

## 収録曲
| 全作詞・作曲: 宮崎朝子。 |                          |           |            |                                                    |      |
| #                        | タイトル                 | 作詞      | 作曲・編曲 | 編曲                                               | 時間 |
| 1.                       | 「水色の日々」           | 宮崎朝子  | 宮崎朝子   | 宮崎朝子・小林武史                                 | 4:52 |
| 2.                       | 「ドキドキ」             | 宮崎朝子  | 宮崎朝子   | SHISHAMO                                           | 3:41 |
| 3.                       | 「ロマンチックに恋して」 | 宮崎朝子  | 宮崎朝子   | SHISHAMO、宮崎朝子・高野勲（ストリングスアレンジ） | 3:24 |
| 合計時間:                | 合計時間:                | 合計時間: | 11:57      |                                                    |      |

## 楽曲解説
1. 水色の日々
  - 『カルピスウォーター』「大・卒業編」 CMソング[8]。
  - 宮崎は以前からカルピスウォルターのCMを担当してみたいと思っており、高校時代、制作した音源をカルピスに送った経験があった。バンド活動が本格化した後の作品でも、「恋する」（『SHISHAMO』に収録）、1stシングル「君と夏フェス」、「恋に落ちる音が聞こえたら」（5thシングル「夏の恋人」のカップリング曲、『SHISHAMO 4』に収録）の仮タイトルはすべて「カルピス」で、CMのイメージで作っていた[9]。長くこだわっていた理由について宮崎は、「カルピスウォーターのCMは、少女漫画を描くように作っているSHISHAMOの曲が映像化されたような感覚がある。CMで描かれている中高生の女の子は自分達の曲を聞いて欲しい層だった」からと話している[10]。念願のタイアップであったことと、紅白出場から初めてのリリースになることから気合いが入っており、サビだけで10曲作り、より良い曲を目指したという[9][10]。
  - SHISHAMOとして初めてプロデューサーの小林武史を招いて制作された。宮崎は本作での小林のプロデュースについて「SHISHAMOのイメージをとても尊重してくれて、アレンジをしてもらったというより色を入れてくれたというのが近い」と話している[10]。なお、小林はキーボードの演奏でも参加している[11]。　
  - 2018年3月5日、『SCHOOL OF LOCK!』でラジオ初オンエアされた[8]。
  - 3月20日、ミュージック・ビデオが公開された。監督は山岸聖太で、SHISHAMOのミュージック・ビデオを手掛けたのは初。卒業式を目前に控えた学生の学校での残り少ない時間をドキュメントタッチで描いたドラマパートと、SHISHAMOが校内で演奏するパートが展開されている[12]。蒔田彩珠[13]、萩原護[14]が出演している。
  - "通勤・通学時間を豊かに"をテーマに展開されたキャンペーン「ENRICH YOUR LIFE WITH METRO SONGS」の第2弾に選出され、4月16日から4月22日の間、東京メトロ全線の中吊りに歌詞の一部が掲出された[15][16]。
  - 6月4日、新曲「ねぇ、」（『SHISHAMO 5』に収録）が『カルピスウォーター』の新CM 「大・告白編」に起用されることが発表され、SHISHAMOは春・夏連続でCM曲を担当することになった[17]。
  - 9月17日、『カルピスウォーター』を購入して、ポイントを集めて応募した人の中から抽選で選ばれた500名が招待されるライブ、『カルピスウォーター』 × SHISHAMO SPECIAL LIVE!!! が恵比寿ザ・ガーデンルームで開催された[18]。
2. ドキドキ
  - 『ダイナミックJTB』CMソング[19]。
  - 「HEY!」の掛け声が特徴的で、ライブでのコール&レスポンスやハンドクラップを意識して作られた[9]。
3. ロマンチックに恋して
  - 『三井住友カード Apple Pay』CMソング[20]。
  - 恋を夢見ている女の子が主人公の曲。ラジオやTwitterの恋愛相談で「好きな人がいない、できない」という声が多かったことがきっかけで作られた[9]。歌詞に、当時宮崎が聞いていた「シナトラ」（フランク・シナトラ）が登場する[10]。
  - 四家卯大Stringsが演奏に参加している[11]。

## 収録アルバム
水色の日々
- 『SHISHAMO 5』
- 『SHISHAMO BEST』

ドキドキ
- 『SHISHAMO 5』
- 『恋を知っているすべてのあなたへ』(恋の喜びを知っているあなたへ)

ロマンチックに恋して
- 『SHISHAMO 5』
- 『10th Anniversary Acoustic Album「ACOUSTIC SHISHAMO」』※アコースティックバージョン